# László Antal-bătrânul
László Antal-bătrânul (n. 25 martie 1924, Budapesta) este un scriitor și traducător maghiar.